# Stictoptera bakeri
Stictoptera bakeri là một loài bướm đêm trong họ Noctuidae.